# 明智孫十郎
明智 孫十郎（あけち　まごじゅうろう）は、戦国時代から安土桃山時代の武将、大名。明智光秀の家臣。恩田姓だったが、後に明智姓に改めた。諱は直徑（直経）とされるほか、いくつか伝わる。
大村由己の『天正記』『 惟任退治記』に名前が見え、これがために『太閤記』や講談等にも登場する。

## 略歴
岐阜県山県市高富の神明神社前（祥雲山寶林寺跡）の恩田氏墓所には「明智孫十郎の供養塔」が新旧2基あり、墓碑には父母と本人、妻の戒名が刻まれる。碑文は『恩田先祖佐藤石見守系図』の内容と同じだが、これよれば、一族は美濃国守護・土岐氏の家臣で、佐藤石見守公輝の子・恩田右馬允輝直を祖とするというので、（系図を信じるならば）美濃佐藤氏とは同族ということになる。また本人はその四代後の八幡村の住人で後に畑野村（その後の富波村のこと）を開いた恩田与惣左衛門直實の子で、恩田孫十郎直徑といった。
永正年間に恩田孫十郎直實（恩田与惣左衛門直實と同一人物か）が美濃山県郡富波村（現山県市）富永に祥雲山寶林寺を開創したという記録がある。
天文年間に斎藤道三が土岐頼芸の拠る大桑城を包囲したとき、道三家臣の安東右京が、四国山（＝高屋山）に砦を築いて大桑城を兵糧攻めにしたが、頼芸は畑野村の恩田孫十郎直経を召して、地理に詳しいということで兵糧と人夫を徴集するうように命じた。孫十郎は谷口村（東武芸村）と高野村から兵糧を集めて帰還しようとしたが、安東右京の襲撃を受けた。しかしこれを返り討ちにして首級を上げて、見事に大桑城に兵糧を運び込んだ。この話は『恩田先祖佐藤石見守系図』にも書かれているが、斎藤道三が大桑城を包囲したのは天文11年（1542年）か天文16年（1547年）のことであり、これが享年42の明智孫十郎のことならば、彼が1歳か5歳のときの話になるので、仮に史実としても前述の恩田孫十郎直實（父親）の間違いであろう。
その後も世保村・足近村の2ヶ村からも兵糧を届けたので、頼芸は（父親に）褒美として「土岐の鷹」を描いた自筆を絵を与えた。しかし頼芸没落後は孫十郎も浪人した。
孫十郎の妻（原仙仁の姪）が、明智光秀の妻（側室）の妹であったので、光秀と昵懇の中であり、光秀が浪人の後に出世すると孫十郎を呼び寄せて召し抱えた。このとき「明智」姓を賜り、明智孫十郎と名乗った。
天正10年（1582年）5月27日、『宇野氏系譜』によると丹波国の地侍である山本城の宇野勘右衛門は、光秀の信長弑逆の助力を断ったという理由で明智孫十郎（光願）に暗殺された。この話は真書太閤記（講談のネタ本）にもある。
同年6月の本能寺の変で本能寺と妙覚寺の討ち入りに参加。『惟任退治記』によれば、二条御新造での戦いで獅子奮迅の戦いを見せたとする織田信忠が数百の敵の中に飛び込み、英傑の一太刀という奥義を使って切り廻し薙伏せしたときにちょんちょんと首を討ち取られた3人の明智方武将（他は松生三右衛門、加成清次）として描かれていて、この戦いで戦死した。『恩田先祖佐藤石見守系図』によれば明智光秀の与力として扶持は丹波亀山において1万2,000石だったと云う。享年42※。
秀吉の時代になってから、岐阜城主となった織田信孝は子には罪はないとして丹波から逃げ帰った直徑の子を召し抱えたという。